# Puccinia diarrhenae
Puccinia diarrhena ist eine Ständerpilzart aus der Ordnung der Rostpilze (Pucciniales). Der Pilz ist ein Endoparasit der Süßgrasgattung Diarrhenae. Symptome des Befalls durch die Art sind Rostflecken und Pusteln auf den Blattoberflächen der Wirtspflanzen. Sie ist in Ostasien  verbreitet.

## Merkmale

### Makroskopische Merkmale
Puccinia diarrhenae ist mit bloßem Auge nur anhand der auf der Oberfläche des Wirtes hervortretenden Sporenlager zu erkennen. Sie wachsen in Nestern, die als gelbliche bis braune Flecken und Pusteln auf den Blattoberflächen erscheinen.

### Mikroskopische Merkmale
Das Myzel von Puccinia diarrhenae wächst wie bei allen Puccinia-Arten interzellulär und bildet Saugfäden, die in das Speichergewebe des Wirtes wachsen. Aecien oder Spermogonien der Art sind nicht bekannt, gleiches gilt für die Uredien. Ihre hellgelben Uredosporen sind meist oval bis breitellipsoid, 24–28 × 19–22 µm groß und fein stachelwarzig. Die blattunterseitig wachsenden Telien sind schwarzbraun, früh unbedeckt und kompakt. Die Teliosporen sind zweizellig, in der Regel lang eiförmig bis länglich, apikal gefingert und 34–45 × 12–18 µm groß; ihre Stiele sind gelblich und bis zu 50 µm lang.

## Verbreitung
Das bekannte Verbreitungsgebiet von Puccinia diarrhenae umfasst das östliche Russland, China, Korea und Japan.

## Ökologie
Die Wirtspflanzen von Puccinia diarrhenae sind Diarrhena manshurica und D. japonica. Der Pilz ernährt sich von den im Speichergewebe der Pflanzen vorhandenen Nährstoffen, seine Sporenlager brechen später durch die Blattoberfläche und setzen Sporen frei. Die Art verfügt über einen Entwicklungszyklus, von dem bislang lediglich Telien und Uredien sowie deren Wirt bekannt sind; Spermogonien und Aecien konnten dem Pilz nicht zugeordnet werden.